# Karanis

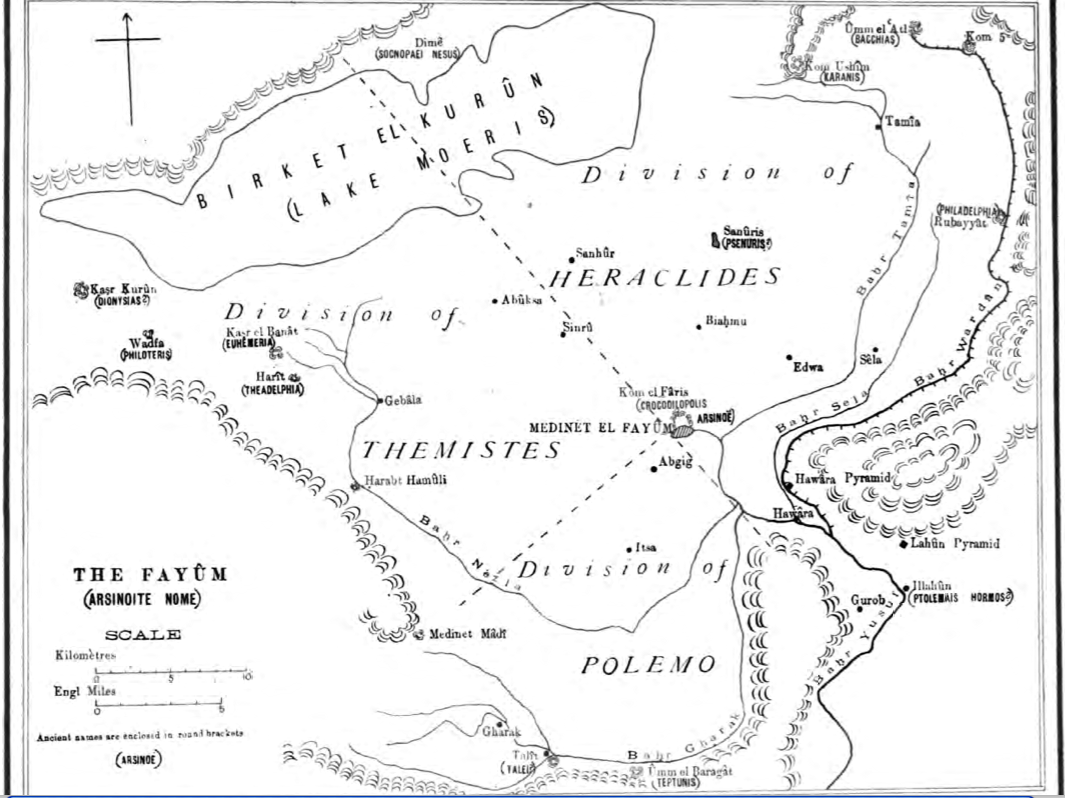
Mapa de 1985 de les excavacions

Karanis, Kom Aushim o Kom Ushim són les ruïnes de la ciutat dels déus d'el Faium a uns 75 km del Caire. Kom Aushin és un llogaret a molt pocs quilòmetres al nord de les ruïnes de Karanis. Karanis és un lloc proper a la moderna el Faium prop del qual es localitzen les ruïnes de la ciutat de Faium. Fou una de les principals ciutats grecoromanes de la zona de l'oasi del Faium i fou coneguda com “la ciutat dels déus”. Fou fundada el segle iii aC probablement per Ptolemeu II Filadelf i fou poblada pels mercenaris del seu exèrcit. Va continuar essent una ciutat de certa importància durant set segles. Va entrar en decadència al final del segle iv, i es va accentuar al segle v.

## Descobriment
Fou descoberta per grangers egipcis que aprofitaven el sibakh, un compost orgànic deixat pels antics habitants, i van trobar papirs, ben conservats a causa del clima; els papirs van ser venuts a col·leccionistes i a museus. L'aprofitament del sibakh va esdevenir un negoci i quan els arqueòlegs van arribar van haver d'arribar a un acord amb la companyia (italiana) que l'explotava; els papirs foren recuperats entre 1928 i 1935, però mentre es va haver de proveir de sibakh a la companyia.

## Excavacions
La primera excavació es va fer el 1895 sota direcció de Bernard Pyne Grenfell i Arthur Surridge Hunt i fou el primer lloc grecoromà excavat a Egipte, però es van fer massa al nord i es van obtenir molt pocs resultats. El 1896 es va excavar més al sud cap a Oxirrinc. Després el lloc fou visitat per Petrie, però fins al 1920 que va arribar Francis W. Kelsey de la Universitat de Michigan no es van fer excavacions serioses que van començar el 1924 i van durar 11 anys. Amb les troballes es va obrir el Kelsey Museum a Michigan.
Es van descobrir cinc nivells datables de restes i tres àrees específiques: el temple del nord, el temple del sud i el districte residencial. Després es van fer excavacions dirigides per la universitat del Caire i més recentment per l'Institut francès. En conjunt s'han trobat més de 100.000 objectes i més de 2.500 carpetes de documents valuosos almenys parcialment. Molta gent que vivia a la ciutat eren pagesos i treballaven a les terres de l'estat; hi havia també artesans i treballadors del vi i l'oli, indústries locals; també hi havia esquiladors de llana, teixidors, i venedors de teixits (especialment llana) que en conjunt feien una indústria tèxtil completa; es van trobar unes 3500 peces de tèxtils; també hi havia fusters, que feien eines, objectes i fins i tot joguines, i perruquers.
Es van trobar restes de menjar que inclouen blat, civada, llenties, raves, figues, préssecs, pistatxos, nous, i altres, així com olives que eren triturades en almenys dos premses per fer oli. Els grangers tenien gossos, vaques, porcs, mules, camells, coloms, i cavalls, i fins i tot antílops i cocodrils. La població pagava fortes taxes en gra, i els que no tenien gra ho pagaven amb altres espècies. Un impost sobre la carn era utilitzar per mantenir als soldats romans. Els papirs informen de fets locals com un atac a un assistent del director d'una granja el 71, el 165 una plaga que va reduir la població (plaga que va afectar també la resta d'Egipte), el 198 una disputa amb un violent recaptador; un robatori a una dona de la qual el seu germà era a l'exèrcit (data desconeguda); la destrucció d'un camp pel foc el 214, i dos anys després un robatori a una casa; això va permetre reconstruir la vida local i veure que no era tan diferent de la de l'actualitat. El 171 el 14% de la població eren veterans romans. La ciutat la formaven dues avingudes, amb centenars de cases; cada casa era separada, però de vegades compartien el pati; les finestres se situaven altes a les parets exteriors; la il·luminació es feia amb llums d'oli; algunes cases tenien jardins i corrals.
Les ruïnes de Karanis són a un turonet de s'aixeca uns 12 metres de la plana que el rodeja; antigament a la rodalia el llac Qarun, després desaparegut.
Les àrees sagrades les formaven els dos temples: el del cocodril o Sobek (format pel Pnepheros, el Petesouchos i l'Soknopaios) però s'adorava almenys 27 déus romans i grecs. Les ofrenes eren gra, carn, vi, llet i mel. Els cocodrils eren momificats després de morts.

### El temple del nord
El temple del nord fou excavat el 1925 per l'equip de la universitat de Michigan. Fou construït sobre les ruïnes d'un temple anterior i estava orientat nord-sud; tenia un mur que el rodejava de la que només en queda una part al nord; els quatre cantons eren decorats amb columnes i pilons. Un altar amb potser un nínxol per un oracle, presidia el santuari. Es va usar fins al segle iii quan fou abandonat.

### El temple del sud
El temple del sud és més gran que el del nord. També fou erigit al lloc d'un temple anterior, vers el segle i. Era a la part est i tenia al front l'anomenada porta de Vespasià. El temple era orientat a l'est i l'entrada estava sobrepassada per la porta de Claudi i indicava que el temple fou dedicat per Neró i usurpat per Claudi. Tenia unes calçades per les processons i un pati amb columnes en arribar al temple mateix, el qual tenia tres cambres, la principal de les quals donava pas a un vestíbul des del qual s'entrava al santuari. A les parets els nínxols tenien els cossos momificats dels cocodrils; al santuari un altar donava pas a una cambra més baixa i amagada a la que s'entrava per una obertura lateral, des de la qual els sacerdots probablement deien els seus oracles, però això no se sap segur. Des del temple es veia Karanis i les terres al sud. Fou abandonat probablement al mateix temps que el temple del nord, potser per la creixent influència del cristianisme.

### Altres ruïnes
Altres ruïnes són; una casa de rajoles amb entrada de pedra, probablement d'un cap local que tenia 26.000 monedes en gerres; es van trobar també bosses de tela. També uns esplèndids banys romans, un d'aigua freda i un de calenta, quasi un bany de vapor, i un altre de calent, però sec i no pas com una sauna; de la zona dels banys es passava a una per descansar; els banys eren escalfats per pipes de ceràmica que encara avui dia romanen al lloc.
La resta de ruïnes estan relacionades amb l'agricultura: es van trobar sis colomers, alguns a la part alta de les cases, però almenys dos eren per comerciar. A diferència dels moderns colomers, eren fets de rajoles; els dos més grans podien contenir uns 1.250 coloms, que eren venuts junts amb els excrements que produïen, per adobar els camps; els colomers petits eren per usos familiars. Hi havia també graners dels quals s'han trobat 10 de grans i 7 de petits, els primers usats per emmagatzemar el gra que s'enviava a Roma, i que eren vigilats pels soldats romans. Alguns edificis públics portaven els negocis de la comunitat o de l'estat.